# Heidemarie Stefanyshyn-Piper
Heidemarie Martha Stefanyshyn-Piper (Saint Paul, 7 febbraio 1963) è un'ex astronauta statunitense. Ha partecipato a due missioni spaziali di breve durata, STS-115 e STS-126, a bordo della Stazione spaziale internazionale.

## Biografia

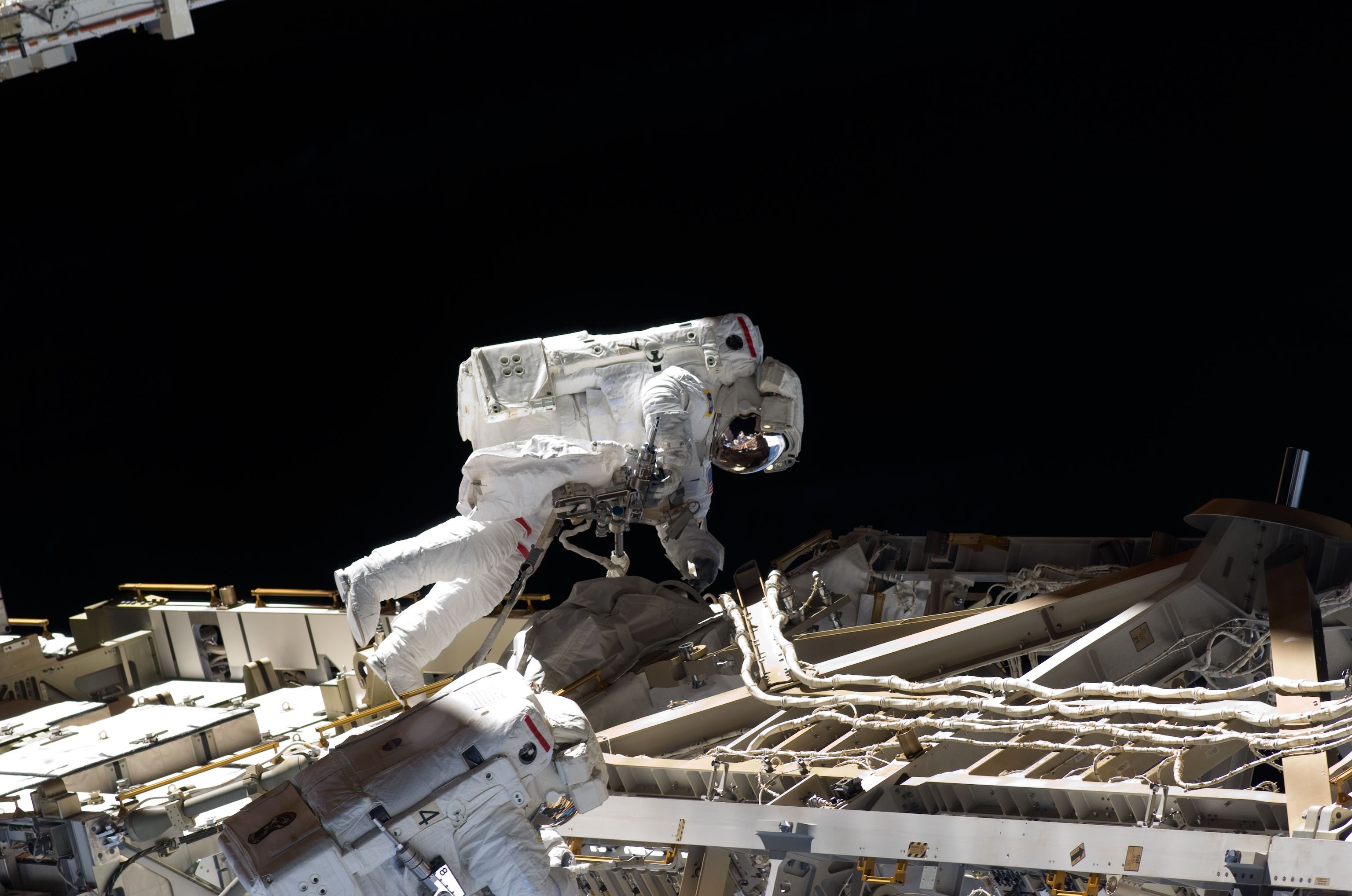
Stefanyshyn-Piper (al centro) assieme a Shane Kimbrough (in basso) durante la missione STS-126 mentre compiono delle manutenzioni alla Stazione spaziale internazionale

Al MIT ha conseguito un Bachelor of science nel 1984 ed un master in ingegneria meccanica. È un capitano della Marina degli Stati Uniti d'America ed è una radioamatrice con licenza KD5TVR.
È stata selezionata dalla NASA nell'aprile del 1996, dall'agosto dello stesso anno ha iniziato l'addestramento astronautico presso il Johnson Space Center terminato il quale (nel 1998) è stata qualificata come specialista di missione.
Ha volato con lo Shuttle nella missione STS-115 del 2006 nella quale ha effettuato anche 13 ore ed 8 minuti di attività extraveicolari (EVA) diventando l'8ª donna ad aver fatto una EVA. Successivamente a novembre 2008 ha partecipato alla missione STS-126 dove, assieme ai suoi colleghi, ha effettuato tre attività extraveicolari della durata totale di 20 ore e 34 minuti per la manutenzione dei giunti SARJ della Stazione spaziale internazionale.